# Elaphoglossum wettsteinii
Elaphoglossum wettsteinii là một loài thực vật có mạch trong họ Lomariopsidaceae. Loài này được H. Christ mô tả khoa học đầu tiên.